# Kaliro
Kaliro – miasto w Ugandzie, stolica dystryktu Kaliro.